# Achtergracht
Le Achtergracht (« Arrière-canal » en néerlandais) est un canal secondaire très court situé dans l'arrondissement Centrum de la ville d'Amsterdam aux Pays-Bas. Situé dans la partie la plus récente de la ceinture de canaux du Grachtengordel, il relie Frederiksplein à l'Amstel, et coule parallèlement au Prinsengracht. Creusé vers 1660, il devait initialement relier le Reguliersgracht et l'Amstel. Il fut rebouché en 1870 sur la plupart de son tracé. Lors de la dernière extension du Grachtengordel en direction de l'IJ, le Nieuwe Achtergracht (« Nouveau Achtergracht ») fut creusé dans son prolongement.